# Weitwinkelokular
Als Weitwinkelokular wird ein Mikroskop- oder Fernrohr-Okular mit einem besonders großen scheinbaren Gesichtsfeld bezeichnet. Da es – insbesondere wegen der erforderlichen Randschärfe – mehr Linsen als ein normales Okular benötigt, ist es schwerer und in der Herstellung teurer.
Während herkömmliche Okulare ein Gesichtsfeld von etwa 40 bis 45° besitzen, beträgt es bei Weitwinkelokularen zwischen 55 und 80° (bei speziellen Konstruktionen auch darüber). Das ergibt für das Auge ein angenehm weites Feld, das annähernd dem normalen Sehen entspricht. Es kann jedoch nur summarisch überblickt werden; für genauere Betrachtungen sind daher Augenbewegungen notwendig.
Das erste Okular mit größerem Gesichtsfeld (bis zu 50°) war das Mittenzwey-Okular. Es besteht nur aus zwei konvex-konkaven Einzellinsen und wurde schon im 18. Jahrhundert von Moritz Mittenzwey (Zwickau) für Teleskope und Mikroskope entwickelt.
Das bekannteste und am meisten verbreitete Weitwinkelokular ist das Erfle-Okular. Es wurde vom deutschen Opriker Heinrich Erfle 1917 für Feldstecher und Fernrohre aus dem Plössl-Okular weiterentwickelt und bald auch für nautische Periskope und astronomische Fernrohre eingesetzt. Als sogenanntes Super-Plössl ist es 5-linsig mit einem Gesichtsfeld von rund 60°, in einer Weiterentwicklung 6-linsig mit bis zu 68°.
Das Nagler-Okular hat sogar ein Gesichtsfeld von 80°, braucht dafür aber 6 bis 7 Linsen. Bei Verwendung asphärischer Linsen (ein sehr aufwendiger Linsenschliff) kann die Abbildungsgüte am Rand an die gewohnte Abbildungsqualität herangeführt werden. 

Einen gewissen Ersatz für diesen Mehraufwand kann bei Spiegelteleskopen ein  Koma-Korrektor bieten.
Auch teure Versionen von Zoom-Okularen (variable Brennweite) können Gesichtsfelder von 60° erreichen. Sie haben allerdings eine geringere Bildqualität, außer einige Linsen sind  hyperbolisch geschliffen.